# Henry Baldwin Ward
Henry Baldwin Ward (Troy (New York), 4 maart 1865 - Urbana (Illinois), 30 november 1945) was een Amerikaanse parasitoloog. Hij studeerde aan Williams College in Williamstown (Massachusetts) en gaf eerst drie jaar les aan de plaatselijke high school. In 1888 ging hij naar Europa waar hij voortgezette studies volgde aan de universiteiten van Göttingen, Freiburg en Leipzig. In Leipzig werd hij beïnvloed door Rudolf Leuckart (1822-1898), die beschouwd wordt als de grondlegger van de wetenschap van de parasitologie. Na zijn terugkeer in de Verenigde Staten doctoreerde hij in 1892 aan de Harvard-universiteit.
Hij werd professor in zoölogie aan de universiteit van Nebraska (1893-1909) en die van Illinois, waar hij het departement zoölogie leidde van 1909 tot aan zijn pensioen in 1933. In Illinois kon hij een gespecialiseerd laboratorium voor parasitologie oprichten en als eerste in de Verenigde Staten een opleiding in de parasitologie aanbieden.
In 1914 stichtte hij het wetenschappelijke tijdschrift Journal of Parasitology, waarvan hij tot 1932 redacteur was.
Samen met Thomas B. Magath ondernam hij een uitgebreide studie van de parasitische nematoden in Noord-Amerikaanse zoetwatervissen, waarbij een aantal nieuwe geslachten en soorten werd ontdekt.
Naast parasitologie interesseerde Ward zich ook aan limnologie en ichtyologie en hij schreef samen met George Chandler Whipple het standaardwerk Fresh-Water Biology (1918).